# Bertrand Calenge
Bertrand Calenge, né le 5 mars 1952 à Blois et mort le 3 janvier 2016 à Villeurbanne, est un bibliothécaire français.
Théoricien et praticien des bibliothèques, il est particulièrement connu pour ses travaux portant sur la politique documentaire.

## Biographie
Ancien élève de l'École nationale supérieure de bibliothécaires (ENSB, devenue Enssib), dont il sort diplômé en 1975, Bertrand Calenge exerce plusieurs fonctions en bibliothèque centrale de prêt (BCP) en tant que conservateur des bibliothèques :
- Directeur adjoint de  la BCP du Cantal (1975-1978),
- Directeur de la BCP de la Martinique (1978-1982),
- Directeur de la BCP de Saône-et-Loire (1982-1991)

En 1987, il participe à la fondation de l'association des directeurs de BCP (ADBCP, devenue ADBDP, puis ABD en 2017) dont il sera le premier président.
En septembre 1991, il est nommé chef du département des Bibliothèques et de la Lecture, à la Direction du Livre et de la Lecture du ministère de la Culture. Il n'y reste qu'un an et est chargé de la création de l'Institut de formation des bibliothécaires, en septembre 1992 (IFB, aujourd'hui fusionné avec l'Enssib), qu'il dirige pendant six ans. C'est dans ce poste qu'il est nommé conservateur général. De 1998 à 2001,  il est rédacteur en chef du Bulletin des bibliothèques de France. Il devient responsable de la communication interne et de l’évaluation à la bibliothèque municipale de Lyon de 2002 à 2010, et assure l'intérim de la direction au départ de Patrick Bazin (de juillet 2010 à juin 2011). Il est à partir de 2012 directeur des études de l'École nationale supérieure des sciences de l'information et des bibliothèques (Enssib), et prend sa retraite à la fin de l'année 2015.
Ses travaux ont en particulier porté sur la notion de politique documentaire, à travers la publication d'ouvrages dédiés à la question et l'animation du groupe de recherche Poldoc de l'Enssib.
En décembre 2015, Bertrand Calenge annonce sa retraite professionnelle du monde des bibliothèques. Il meurt peu après le 3 janvier 2016.
La promotion 2017 de l'Enssib porte son nom.
En juin 2018, l'Enssib baptise une de ses premières salles de pédagogie innovante à son nom.

## Vie privée

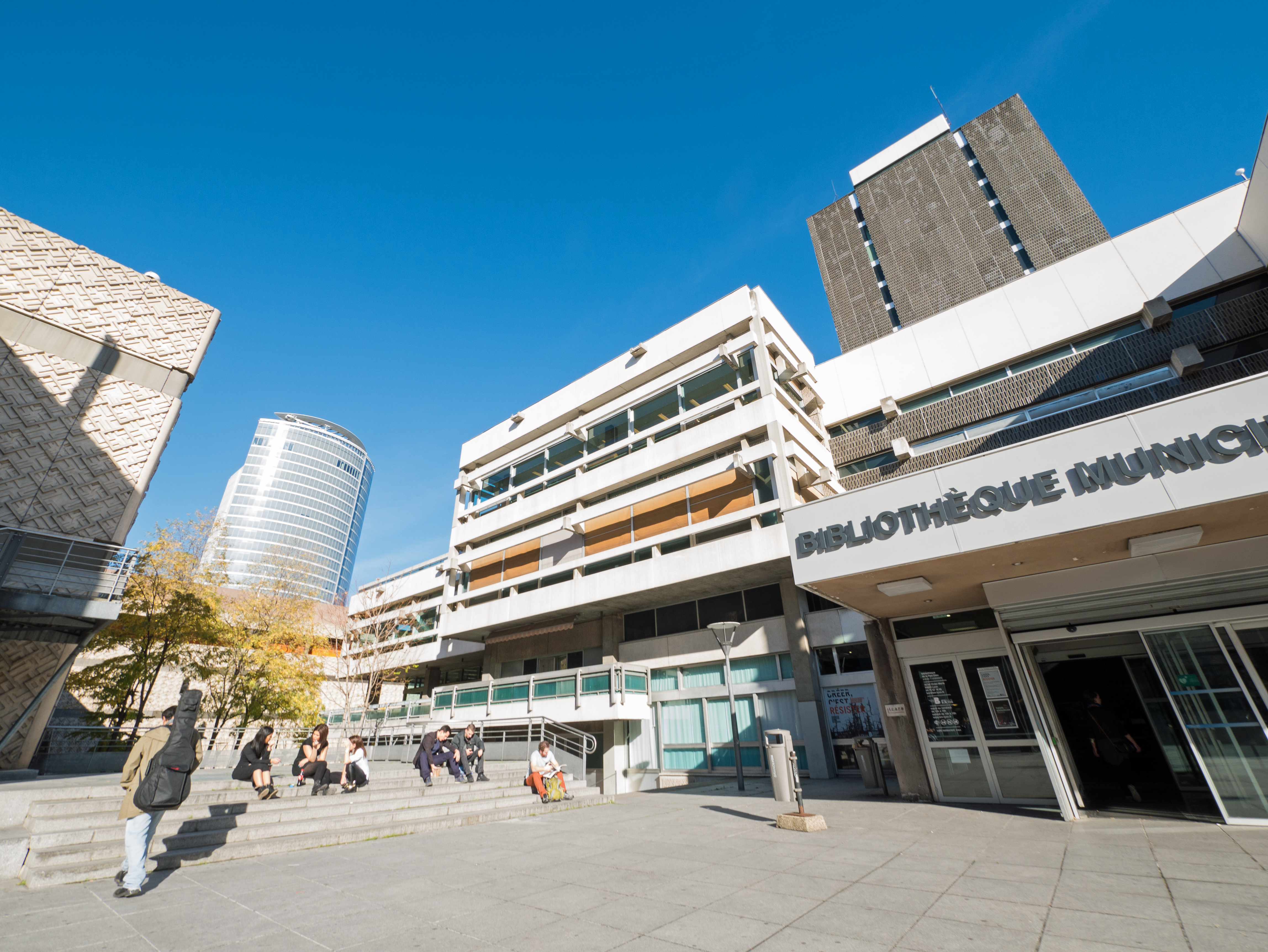
Photographie de la Bibliotheque municipale de Lyon par Bertrand Calenge pour le projet "Photographes en Rhône-Alpes"

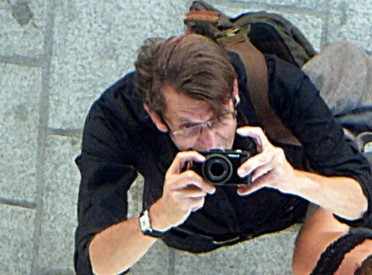
Autoportrait photographique de Bertrand Calenge

Bertrand Calenge se passionne pour la photographie et dédie sa retraite à cette activité. De 2014 à 2015, il participe à l’initiative de mémoire photographique régionale de la Bibliothèque municipale de Lyon, qui invite les photographes amateurs et professionnels à partager leurs photos de la région Rhône-Alpes sur Numelyo, la bibliothèque numérique de Lyon.

## Publications
En dehors de nombreux articles dans des revues professionnelles, Bertrand Calenge a publié:
- Les petites bibliothèques publiques, Paris : Éd. du Cercle de la librairie, 1993
- Les politiques d'acquisition : constituer une collection dans une bibliothèque, Paris : Éd. du Cercle de la librairie, 1994
- Diriger une bibliothèque d'enseignement supérieur, Sainte-Foy : Presses de l'université du Québec, 1995
- Accueillir, orienter, informer. L'organisation des services aux publics dans les bibliothèques, Paris : Éd. du Cercle de la librairie, 1996
- Conduire une politique documentaire, Paris : Éd. du Cercle de la librairie, 1999
- Bibliothécaire, quel métier ? (dir.), Paris : Éd. du Cercle de la librairie, 2004
- Bibliothèques et politiques documentaires à l'heure d'Internet, Paris : Éd. du Cercle de la librairie, 2008.
- Mettre en œuvre un plan de classement (dir.), Villeurbanne : Presses de l'Enssib, 2009
- Les bibliothèques et la médiation des connaissances, Paris : Éd. du Cercle de la librairie, 2015.

## Distinctions
- Chevalier de l'ordre des Palmes académiques
- Officier de l'ordre des Arts et des Lettres